# Preakness Stakes
Groupe I
Les Preakness Stakes est une course hippique de plat se déroulant la troisième semaine de mai sur l'hippodrome de Pimlico, à Baltimore dans le Maryland aux États-Unis. 
C'est une course de groupe I réservée aux chevaux de 3 ans. C'est la deuxième des trois manches de la Triple Couronne américaine, deux semaines après le Kentucky Derby et trois semaines  avant les Belmont Stakes. Dotée de 1 650 000 $, elle se dispute sur la distance de 1 900 mètres, piste en terre. Le record de la course est détenu depuis 1973 par le crack Secretariat en 1'53"00.

## Histoire
Inaugurés en 1873, les Preakness Stakes furent nommés ainsi par un ancien gouverneur du Maryland d'après le nom d'un poulain gagnant à Pimlico. La course a été surnommée « La course pour les Susans aux yeux noirs » car le lauréat revêt une couverture de fleurs jaunes ressemblant à la rudbeckia hirta, la fleur de l’état du Maryland. 
Deux ans avant que le Kentucky Derby ne soit organisé pour la première fois, Pimlico a présenté sa nouvelle course d’enjeu pour les trois ans, le Preakness, lors de sa toute première course printanière en 1873. Le gouverneur du Maryland, Oden Bowie, a alors une course de moitié (2,41 km) en l'honneur du poulain Preakness du Preakness Stud de Milton Holbrook Sanford à Preakness, dans le canton de Wayne, dans le New Jersey, qui a remporté les Dinner Party Stakes le jour de l'ouverture de Pimlico (le 25 octobre 1870). Le nom du New Jersey proviendrait du nom d'amérindien Pra-qua-les ("Quail Woods") de la région. Après que Preakness ait remporté les Dinner Party Stakes, son jockey, Billy Hayward, a délié un sac de soie contenant des pièces d'or suspendues à un fil tendu à travers la piste depuis la tribune des juges. C’est de cette manière que la ligne d’arrivée a été introduite et comment l’argent a été attribué.

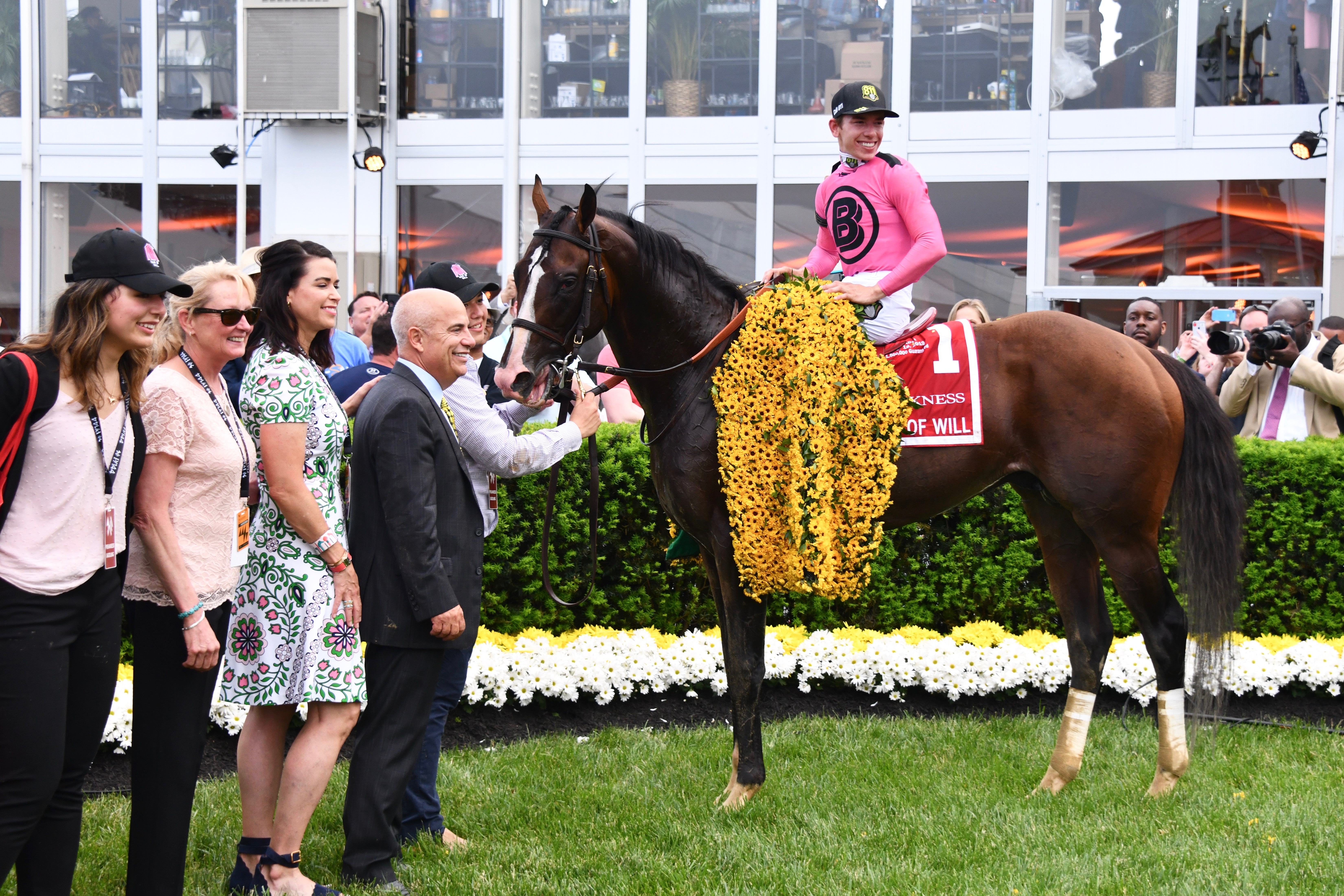
War of Will, vainqueur en 2019.

La première réunion, tenue le 27 mai 1873, a attiré sept partants. Survivor, âgé de trois ans de John Chamberlain, a collecté facilement la bourse gagnante de 2 050 $ en galopant à la maison par 10 longueurs. Ce fut la plus grande marge de victoire jusqu'en 2004, lorsque Smarty Jones gagna par 11 longueurs et demie.
En 1890, l'hippodrome de Morris Park dans le Bronx, à New York, accueille les Preakness Stakes. Cette course a eu lieu dans des conditions de handicap et la restriction d’âge a été levée. La course a été remportée par un cheval de cinq ans nommé Montague. Après 1890, il n’ya plus eu de course pendant trois ans. Pendant les 15 années allant de 1894 à 1908, la course s’est déroulée sur la piste de course Gravesend à Coney Island, dans l’État de New York. En 1909, il est revenu à Pimlico.
Sept éditions des Preakness Stakes ont été organisées dans des conditions de handicap, dans lesquelles des chevaux plus accomplis ou plus favorisés sont affectés à des charges plus lourdes. Il a été exécuté pour la première fois dans ces conditions en 1890 et à nouveau dans les années 1910-1915. Pendant ces années, la course était connue sous le nom de Preakness Handicap.
En mars 2009, Magna Entertainment Corp., propriétaire de Pimlico, a déclaré faillite en vertu du chapitre 11, ouvrant ainsi la possibilité que les enjeux soient à nouveau acquis. Le 13 avril 2009, l'Assemblée législative du Maryland a approuvé un plan d'achat des parcours Stakes et Pimlico si Magna Entertainment ne peut pas trouver d'acheteur.
La fréquentation des Preakness Stakes est la deuxième en Amérique du Nord et dépasse généralement celle de toutes les autres compétitions, notamment les Belmont Stakes, la Breeders 'Cup et le Kentucky Oaks. La présence des Preakness Stakes n’est généralement visible que dans le Kentucky Derby. Pour plus d’informations, voir les meilleurs événements avec participation des courses de chevaux pur-sang américains.
En février 2017, la Maryland Stadium Authority a publié la première phase d'une étude indiquant que Pimlico avait besoin de 250 millions de dollars de travaux de rénovation. À compter de mai 2017, personne ne s'est montré intéressé par le financement des travaux. Le groupe Stronach, propriétaire de l'hippodrome de Pimlico et de Laurel Park, n'était intéressé que par le transfert des Preakness Stakes à Laurel Park, à moins que quelqu'un d'autre finance des travaux sur Pimlico.

## Palmarès
| Année                              | Vainqueur           | Pays       | Père               | Jockey             | Entraîneur             | Propriétaire                                       | Deuxième           | Troisième         | Temps   |
| ---------------------------------- | ------------------- | ---------- | ------------------ | ------------------ | ---------------------- | -------------------------------------------------- | ------------------ | ----------------- | ------- |
| 2025                               | Journalism          | États-Unis | Curlin             | Umberto Rispoli    | Michael McCarthy       | Bridlewood Farm, Don Alberto Stable & Co           | Gosger             | Sandman           | 1'55"47 |
| 2024                               | Seize The Grey      | États-Unis | Arrogate           | Jaime A. Torres    | Wayne Lukas            | MyRacehorse                                        | Mystik Dan         | Catching Freedom  | 1'56"82 |
| 2023                               | National Treasure   | États-Unis | Quality Road       | John Velazquez     | Bob Baffert            | SF Racing, Starlight Racing, Madaket Stables & al. | Blazing Sevens     | Mage              | 1'55"12 |
| 2022                               | Early Voting        | États-Unis | Gun Runner         | Jose Ortiz         | Chad Brown             | Klaravich Stables                                  | Epicenter          | Creative Minister | 1'54"54 |
| 2021                               | Rombauer            | États-Unis | Twirling Candy     | Flavien Prat       | Michael McCarthy       | John & Diane Fradkin                               | Midnight Bourbon   | Medina Spirit     | 1'53"62 |
| 2020                               | Swiss Skydiver ‡    | États-Unis | Daredevil          | Robby Albarado     | Kenneth McPeek         | Peter J. Callahan                                  | Authentic          | Jesus Team        | 1'53"28 |
| 2019                               | War of Will         | États-Unis | War Front          | Tyler Gaffalione   | Mark E. Casse          | Gary Barber                                        | Everfast           | Owendale          | 1'54"34 |
| 2018                               | Justify †           | États-Unis | Scat Daddy         | Mike E. Smith      | Bob Baffert            | China Horse Club, WinStar Farm & Co                | Bravazo            | Tenfold           | 1'55"93 |
| 2017                               | Cloud Computing     | États-Unis | Maclean's Music    | Javier Castellano  | Chad Brown             | Klaravich Stables & W. Lawrence                    | Classic Empire     | Senior Investment | 1'55"98 |
| 2016                               | Exaggerator         | États-Unis | Curlin             | Kent Desormeaux    | J.Keith Desormeaux     | Big Chief Racing LLC & al.                         | Cherry Wines       | Nyquist           | 1'58"31 |
| 2015                               | American Pharoah †  | États-Unis | Pioneerof the Nile | Victor Espinoza    | Bob Baffert            | Zayat Stables LLC                                  | Tale of Verve      | Divining Rod      | 1'58"46 |
| 2014                               | California Chrome   | États-Unis | Lucky Pulpit       | Victor Espinoza    | Art Sherman            | S.Coburn & P.Martin                                | Ride on Curlin     | Social Inclusion  | 1'54"84 |
| 2013                               | Oxbow               | États-Unis | Awesome Again      | Gary Stevens       | Wayne Lukas            | Calumet Farm                                       | Irsmyluckyday      | Mylute            | 1'57"54 |
| 2012                               | I'll Have Another   | États-Unis | Flower Alley       | Mario Gutierrez    | Doug O'Neill           | J. Paul Reddam                                     | Bodemeister        | Creative Cause    | 1'55"94 |
| 2011                               | Shackleford         | États-Unis | Forestry           | Jesus Castañon     | Dale Romans            | M. Lauffer & W. D. Cubbedge                        | Animal Kingdom     | Astrology         | 1'56"47 |
| 2010                               | Lookin At Lucky     | États-Unis | Smart Strike       | Martin Garcia      | Bob Baffert            | Michael E.Pegram                                   | First Dude         | Jackson Bend      | 1'55"47 |
| 2009                               | Rachel Alexandra ‡  | États-Unis | Medaglia d'Oro     | Calvin Borel       | Steve Asmussen         | Stonestreet Stables                                | Mine That Bird     | Musket Man        | 1'55"08 |
| 2008                               | Big Brown           | États-Unis | Boundary           | Kent Desormeaux    | Rick Dutrow            | IEAH Stables, Paul Pompa Jr., & al                 | Macho Again        | Icabad Crane      | 1'54"80 |
| 2007                               | Curlin              | États-Unis | Smart Strike       | Robby Albarado     | Steve Asmussen         | Midnight Cry Stables et al                         | Street Sense       | Hard Spun         | 1'53"46 |
| 2006                               | Bernardini          | États-Unis | A.P.Indy           | Javier Castellano  | Tom Albertrani         | Darley Stables                                     | Sweetnorthernsaint | Hemingway's Key   | 1'54"65 |
| 2005                               | Afleet Alex         | États-Unis | Northern Afleet    | Jeremy Rose        | Timothy F. Ritchey     | Cash is King Stable                                | Scrappy T          | Giacomo           | 1'55"04 |
| 2004                               | Smarty Jones        | États-Unis | Elusive Quality    | Stewart Elliott    | John Servis            | Someday Farm                                       | Rock Hard Ten      | Eddington         | 1'55"59 |
| 2003                               | Funny Cide          | États-Unis | Distorted Humor    | Jose Santos        | Barclay Tagg           | Sackatoga Stable                                   | Midway Road        | Scrimshaw         | 1'55"61 |
| 2002                               | War Emblem          | États-Unis | Our Emblem         | Victor Espinoza    | Bob Baffert            | Thoroughbred Corp.                                 | Magic Weisner      | Proud Citizen     | 1'56"36 |
| 2001                               | Point Given         | États-Unis | Thunder Gulch      | Gary L. Stevens    | Bob Baffert            | The Thoroughbred Corp.                             | A.P. Valentine     | Congaree          | 1'55"51 |
| 2000                               | Red Bullet          | États-Unis | Unbridled          | Jerry D. Bailey    | Joe Orseno             | Stronach Stables                                   | Fusaichi Pegasus   | Impeachment       | 1'56"04 |
| 1999                               | Charismatic         | États-Unis | Summer Squall      | Chris Antley       | D. Wayne Lukas         | Bob & Beverly Lewis                                | Menifee            | Badge             | 1'55"32 |
| 1998                               | Real Quiet          | États-Unis | Quiet American     | Kent Desormeaux    | Bob Baffert            | Michael E. Pegram                                  | Victory Gallop     | Classic Cat       | 1'54"75 |
| 1997                               | Silver Charm        | États-Unis | Silver Buck        | Gary Stevens       | Bob Baffert            | Bob & Beverly Lewis                                | Free House         | Captain Bodgit    | 1'54"43 |
| 1996                               | Louis Quatorze      | États-Unis | Sovereign Dancer   | Pat Day            | Nick Zito              | C-C-H Partners                                     | Skip Away          | Editor's Note     | 1'54"45 |
| 1995                               | Timber Country      | États-Unis | Woodman            | Pat Day            | D. Wayne Lukas         | Beck, Lewis & Young                                | Oliver's Twist     | Thunder Gulch     | 1'56"47 |
| 1994                               | Tabasco Cat         | États-Unis | Storm Cat          | Pat Day            | D. Wayne Lukas         | D. P. Reynolds & Overbrook Farm                    | Go For Gin         | Concern           | 1'56"47 |
| 1993                               | Prairie Bayou       | États-Unis | Little Missouri    | Mike E. Smith      | Tom Bohannan           | Loblolly Stable                                    | Cherokee Run       | El Bakan          | 1'56"61 |
| 1992                               | Pine Bluff          | États-Unis | Danzig             | Chris McCarron     | Tom Bohannan           | Loblolly Stable                                    | Alydeed            | Casual Lies       | 1'55"60 |
| 1991                               | Hansel              | États-Unis | Woodman            | Jerry Bailey       | Frank Brothers         | Lazy Lane Farms                                    | Corporate Report   | Mane Minister     | 1'54"05 |
| 1990                               | Summer Squall       | États-Unis | Storm Bird         | Pat Day            | Neil J. Howard         | Dogwood Stable                                     | Unbridled          | Mister Frisky     | 1'53"60 |
| 1989                               | Sunday Silence      | États-Unis | Halo               | Pat Valenzuela     | Charles E. Whittingham | H-G-W Partners                                     | Easy Goer          | Rock Point        | 1'53"80 |
| 1988                               | Risen Star          | États-Unis | Secretariat        | Eddie Delahoussaye | Louie Roussel III      | Louie Roussel III                                  | Brian's Time       | Winning Colors    | 1'56"20 |
| 1987                               | Alysheba            | États-Unis | Alydar             | Chris McCarron     | Jack Van Berg          | Dorothy Scharbauer                                 | Bet Twice          | Cryptoclearance   | 1'55"80 |
| 1986                               | Snow Chief          | États-Unis | Reflected Glory    | Alex Solis         | Melvin Stute           | Grinstead & Rochelle                               | Ferdinand          | Broad Brush       | 1'54"80 |
| 1985                               | Tank's Prospect     | États-Unis | Mr.Prospector      | Pat Day            | D. Wayne Lukas         | Eugene V. Klein                                    | Chief's Crown      | Eternal Prince    | 1'53"40 |
| 1984                               | Gate Dancer         | États-Unis | Sovereign Dancer   | Angel Cordero, Jr. | Jack Van Berg          | Kenneth Opstein                                    | Play On            | Fight Over        | 1'53"60 |
| 1983                               | Deputed Testamony   | États-Unis | Traffic Cop        | Donald Miller Jr.  | Bill Boniface          | Francis P. Sears                                   | Desert Wine        | High Honors       | 1'55"40 |
| 1982                               | Aloma's Ruler       | États-Unis | Iron Ruler         | Jack Kaenel        | John Lenzini Jr.       | Nathan Scherr                                      | Linkage            | Cut Away          | 1'55"40 |
| 1981                               | Pleasant Colony     | États-Unis | His Majesty        | Jorge Velasquez    | John P. Campo          | Buckland Farm                                      | Bold Ego           | Paristo           | 1'54"60 |
| 1980                               | Codex               | États-Unis | Arts and Letters   | Angel Cordero, Jr. | D. Wayne Lukas         | Tartan Stable                                      | Genuine Risk       | Colonel Moran     | 1'54"20 |
| 1979                               | Spectacular Bid     | États-Unis | Bold Bidder        | Ronnie Franklin    | Bud Delp               | Hawksworth Farm                                    | Golden Act         | Screen King       | 1'54"20 |
| 1978                               | Affirmed †          | États-Unis | Exclusive Native   | Steve Cauthen      | Laz Barrera            | Harbor View Farm                                   | Alydar             | Believe It        | 1'54"40 |
| 1977                               | Seattle Slew †      | États-Unis | Bold Reasoning     | Jean Cruguet       | Billy Turner           | Karen L. Taylor                                    | Iron Constitution  | Run Dusty Run     | 1'54"40 |
| 1976                               | Elocutionist        | États-Unis | Gallant Romeo      | John Lively        | Paul Adwell            | Eugene C. Cashman                                  | Play The Red       | Bold Forbes       | 1'55"00 |
| 1975                               | Master Derby        | États-Unis | Dust Commander     | Darrel McHargue    | Smiley Adams           | Golden Chance Farm                                 | Foolish Pleasure   | Diabolo           | 1'56"40 |
| 1974                               | Little Current      | États-Unis | Sea Bird           | Miguel A. Rivera   | Lou Rondinello         | Darby Dan Farm                                     | Neapolitan Way     | Diabolo           | 1'54"60 |
| 1973                               | Secretariat †       | États-Unis | Bold Ruler         | Ron Turcotte       | Lucien Laurin          | Meadow Stable                                      | Sham               | Our Native        | 1'53"00 |
| 1972                               | Bee Bee Bee         | États-Unis | Better Bee         | Eldon Nelson       | Red Carroll            | William S. Farish III                              | No Le Hace         | Key to The Mint   | 1'55"60 |
| 1971                               | Cañonero II         | Venezuela  | Pretendre          | Gustavo Avila      | Juan Arias             | Edgar Caibett                                      | Eastern Fleet      | Jim French        | 1'54"00 |
| 1970                               | Personality         | États-Unis | Hail to Reason     | Eddie Belmonte     | John Jacobs            | Ethel D. Jacobs                                    | My Dad George      | Silent Screen     | 1'56"20 |
| 1969                               | Majestic Prince     | États-Unis | Raise a Native     | Bill Hartack       | Johnny Longden         | Frank McMahon                                      | Arts and Letters   | Jay Ray           | 1'55"60 |
| 1968                               | Forward Pass        | États-Unis | On And On          | Ismael Valenzuela  | Henry Forrest          | Calumet Farm                                       | Out of The Way     | Nodouble          | 1'56"80 |
| 1967                               | Damascus            | États-Unis | Sword Dancer       | Bill Shoemaker     | Frank Y. Whiteley, Jr. | Edith W. Bancroft                                  | In Reality         | Proud Clarion     | 1'55"20 |
| 1966                               | Kauai King          | États-Unis | Native Dancer      | Don Brumfield      | Henry Forrest          | Ford Stable                                        | Stupendous         | Amberoid          | 1'55"40 |
| 1965                               | Tom Rolfe           | États-Unis | Ribot              | Ron Turcotte       | Frank Y. Whiteley, Jr. | Powhatan Stable                                    | Dapper Dan         | Hail To All       | 1'56"20 |
| 1964                               | Northern Dancer     | Canada     | Nearctic           | Bill Hartack       | Horatio Luro           | Windfields Farm                                    | The Scoundrel      | Hill Rise         | 1'56"80 |
| 1963                               | Candy Spots         | États-Unis | Nigromante         | Bill Shoemaker     | Mesh Tenney            | Rex C. Ellsworth                                   | Chateaugay         | Never Bend        | 1'56"20 |
| 1962                               | Greek Money         | États-Unis | Greek Song         | John L. Rotz       | Virgil W. Raines       | Brandywine Stable                                  | Ridan              | Roman Line        | 1'56"20 |
| 1961                               | Carry Back          | États-Unis | Saggy              | Johnny Sellers     | Jack A. Price          | Katherine Price                                    | Globemaster        | Crozier           | 1'57"60 |
| 1960                               | Bally Ache          | États-Unis | Ballydam           | Bobby Ussery       | Jimmy Pitt             | Turfland                                           | Victoria Park      | Celtic Ash        | 1'57"60 |
| 1959                               | Royal Orbit         | États-Unis | Royal Charger      | William Harmatz    | Reggie Cornell         | Jacques Braunstein                                 | Sword Dancer       | Dunce             | 1'57"00 |
| 1958                               | Tim Tam             | États-Unis | Tom Fool           | Ismael Valenzuela  | Horace A. Jones        | Calumet Farm                                       | Lincoln Road       | Gone Fishin       | 1:57.20 |
| 1957                               | Bold Ruler          | États-Unis | Nasrullah          | Eddie Arcaro       | Sunny Jim Fitzsimmons  | Wheatley Stable                                    | Iron Liege         | Insiade Tract     | 1'56"20 |
| 1956                               | Fabius              | États-Unis | Citation           | Bill Hartack       | Horace A. Jones        | Calumet Farm                                       | Needles            | No Regrets        | 1'58"40 |
| 1955                               | Nashua              | États-Unis | Nasrullah          | Eddie Arcaro       | Sunny Jim Fitzsimmons  | Belair Stud                                        | Saratoga           | Traffic Judge     | 1'54"60 |
| 1954                               | Hasty Road          | États-Unis | Roman              | John Adams         | Harry Trotsek          | Hasty House Farm                                   | Correlation        | Hasseyampa        | 1'57"40 |
| 1953                               | Native Dancer       | États-Unis | Polynesian         | Eric Guerin        | William C. Winfrey     | Alfred G. Vanderbilt II                            | Jamie K.           | Royal Bay Gem     | 1'57"80 |
| 1952                               | Blue Man            | États-Unis | Blue Swords        | Conn McCreary      | Woody Stephens         | White Oak Stable                                   | Jampol             | One Count         | 1'57"40 |
| 1951                               | Bold                | États-Unis | By Jimminy         | Eddie Arcaro       | Preston Burch          | Brookmeade Stable                                  | Counterpoint       | Alerted           | 1'56"40 |
| 1950                               | Hill Prince         | États-Unis | Princequillo       | Eddie Arcaro       | Casey Hayes            | Christopher Chenery                                | Middleground       | Dooly             | 1'59"20 |
| 1949                               | Capot               | États-Unis | Menow              | Ted Atkinson       | John M. Gaver, Sr.     | Greentree Stable                                   | Palestinian        | Noble Impulse     | 1'56"00 |
| 1948                               | Citation †          | États-Unis | Bull Lea           | Eddie Arcaro       | Ben A. Jones           | Calumet Farm                                       | Vulcan's Forge     | Bovard            | 2'02"40 |
| 1947                               | Faultless           | États-Unis | Bull Lea           | Douglas Dodson     | Horace A. Jones        | Calumet Farm                                       | On Trust           | Phalanx           | 1'59"00 |
| 1946                               | Assault †           | États-Unis | Bold Venture       | Warren Mehrtens    | Max Hirsch             | King Ranch                                         | Lord Boswell       | Hampden           | 2'01"40 |
| 1945                               | Polynesian          | États-Unis | Unbreakable        | Wayne D. Wright    | Morris Dixon           | Gertrude T. Widener                                | Hoop Jr            | Darby Dieppe      | 1'58"80 |
| 1944                               | Pensive             | États-Unis | Hyperion           | Conn McCreary      | Ben A. Jones           | Calumet Farm                                       | Platter            | Stir Up           | 1'59"20 |
| 1943                               | Count Fleet †       | États-Unis | Reigh Count        | Johnny Longden     | G. Donald Cameron      | John D. Hertz                                      | Blue Swords        | Vincentive        | 1'57"40 |
| 1942                               | Alsab               | États-Unis | Good Goods         | Basil James        | Sarge Swenke           | Mrs. Albert Sabath                                 | Requested          | Sun Again         | 1'57"00 |
| 1941                               | Whirlaway †         | États-Unis | Blenheim           | Eddie Arcaro       | Ben A. Jones           | Calumet Farm                                       | King Cole          | Our Boots         | 1'58"80 |
| 1940                               | Bimelech            | États-Unis | Black Toney        | Fred A. Smith      | William Hurley         | Edward R. Bradley                                  | Mioland            | Gallahadion       | 1'58"60 |
| 1939                               | Challedon           | États-Unis | Challenger         | George Seabo       | Louis J. Schaefer      | William L. Brann                                   | Gilded Knight      | Volitant          | 1'59"80 |
| 1938                               | Dauber              | États-Unis | Pennant            | Maurice Peters     | Richard E. Handlen     | Foxcatcher Farms                                   | Cravat             | Menow             | 1'59"80 |
| 1937                               | War Admiral †       | États-Unis | Man o'War          | Charley Kurtsinger | George Conway          | Glen Riddle Farm                                   | Pompoon            | Flying Scot       | 1'58"40 |
| 1936                               | Bold Venture        | États-Unis | St Germans         | George Woolf       | Max Hirsch             | Morton L. Schwartz                                 | Granville          | Jean Bart         | 1'59"00 |
| 1935                               | Omaha †             | États-Unis | Gallant Fox        | William Saunders   | Sunny Jim Fitzsimmons  | Belair Stud                                        | Firethorn          | Psychic Bid       | 1'58"40 |
| 1934                               | High Quest          | États-Unis | Sir Gallahad III   | Robert Jones       | Robert Smith           | Brookmeade Stable                                  | Cavalcade          | Discovery         | 1'58"20 |
| 1933                               | Head Play           | États-Unis | My Play            | Charley Kurtsinger | Thomas Hayes           | Mrs. Silas B. Mason                                | Ladysman           | Utopian           | 2'02"00 |
| 1932                               | Burgoo King         | États-Unis | Bubbling Over      | Eugene James       | Herbert J. Thompson    | Edward R. Bradley                                  | Tick On            | Boatswain         | 1'59"80 |
| 1931                               | Mate                | États-Unis | Prince Pal         | George Ellis       | James W. Healy         | Albert C. Bostwick                                 | Twenty Grand       | Ladder            | 1'59"00 |
| 1930                               | Gallant Fox †       | États-Unis | Sir Gallahad III   | Earl Sande         | Sunny Fitzsimmons      | Belair Stud                                        | Crack Brigade      | Snowflake         | 2'00"60 |
| 1929                               | Dr. Freeland        | États-Unis | Light Brigade      | Louis Schaefer     | Thomas J. Healey       | Walter J. Salmon                                   | Minotaur           | African           | 2'01"60 |
| 1928                               | Victorian           | États-Unis | Whisk Broom        | Sonny Workman      | James G. Rowe, Jr.     | Harry P. Whitney                                   | Toro               | Solace            | 2'00"20 |
| 1927                               | Bostonian           | États-Unis | Broomstick         | Whitey Abel        | Fred Hopkins           | Harry P. Whitney                                   | Sir Harry          | Whiskerry         | 2'01"60 |
| 1926                               | Display             | États-Unis | Fair Play          | John Maiben        | Thomas J. Healey       | Walter J. Salmon                                   | Blondin            | Mars              | 1'59"80 |
| 1925                               | Coventry            | États-Unis | Negofol            | Clarence Kummer    | William Duke           | G. A. Cochran                                      | Backbone           | Almadel           | 1'59"00 |
| 1924                               | Nellie Morse ‡      | États-Unis | Luke McLuke        | John Merimee       | Albert B. Gordon       | Bud Fisher                                         | Transmute          | Mad Play          | 1'57"20 |
| 1923                               | Vigil               | États-Unis | Jim Gaffney        | Benny Marinelli    | Thomas J. Healey       | Walter J. Salmon                                   | General Thatcher   | Rialot            | 1'53"60 |
| 1922                               | Pillory             | États-Unis | Olambala           | L. Morris          | Thomas J. Healey       | Richard T. Wilson, Jr.                             | Hea                | June Grass        | 1:51.60 |
| 1921                               | Broomspun           | États-Unis | Broomstick         | Frank Coltiletti   | James G. Rowe, Sr.     | Harry P. Whitney                                   | Polly Ann          | Jeg               | 1'54"20 |
| 1920                               | Man o'War           | États-Unis | Fair Play          | Clarence Kummer    | Louis Feustel          | Glen Riddle Farm                                   | Upset              | Wildair           | 1'51"60 |
| 1919                               | Sir Barton †        | États-Unis | Star Shoot         | Johnny Loftus      | H. Guy Bedwell         | J.K L. Ross                                        | Eternal            | Sweep On          | 1'53"00 |
| 1918                               | Jack Hare Jr.       | États-Unis | Marathon           | Charles Peak       | F. D. Weir             | W. E. Applegate                                    | Sunny Slope        | Lanius            | 1'53"40 |
| 1918                               | War Cloud           | États-Unis | Polymelus          | Johnny Loftus      | W. B. Jennings         | A. Kingsley Macomber                               | Sunny Slope        | Lanius            | 1'53"60 |
| 1917                               | Kalitan             | États-Unis | Rey Hindoo         | E. Haynes          | William Hurley         | Edward R. Bradley                                  | Liberty Loan       | Kentucky Boy      | 1'54"40 |
| 1916                               | Damrosch            | États-Unis | Rock Sand          | Linus McAtee       | A. G. Weston           | J. K. L. Ross                                      | Greenwood          | Achievement       | 1'54"80 |
| 1915                               | Rhine Maiden ‡      | États-Unis | Watercress         | Douglas Hoffman    | F. Devers              | E. F. Whitney                                      | Half Rock          | Runes             | 1'58"00 |
| 1914                               | Holiday             | États-Unis | Broomstick         | Andy Schuttinger   | J. S. Healy            | Mrs. A. Barklie                                    | Brave Cunarder     | Defendum          | 1'53"80 |
| 1913                               | Buskin              | États-Unis | Hamburg            | James Butwell      | John Whalen            | John Whalen                                        | Kleburne           | Barnegat          | 1'53"40 |
| 1912                               | Colonel Holloway    | États-Unis | Ethelbert          | Clarence Turner    | D. Woodford            | Beverwyck Stable                                   | Bwana Tumbo        | Tipsand           | 1'56"60 |
| 1911                               | Watervale           | États-Unis | Watercress         | Eddie Dugan        | John Whalen            | August Belmont, Jr.                                | Zeus               | The Nigger        | 1'51"00 |
| 1910                               | Layminster          | États-Unis | Matchless          | Roy Estep          | J. S. Healy            | Capt. E. B. Cassatt                                | Dalhousie          | Sager             | 1'40"60 |
| 1909                               | Effendi             | États-Unis | Previous           | Willie Doyle       | F. C. Frisbie          | W. T. Ryan                                         | Fashion Plate      | Hill Top          | 1'39"80 |
| 1908                               | Royal Tourist       | États-Unis | Sandringham        | Eddie Dugan        | Andrew J. Joyner       | Harry P. Whitney                                   | Live Wires         | Robert Cooper     | 1'46"40 |
| 1907                               | Don Enrique         | États-Unis | Hastings           | G. Mountain        | John Whalen            | August Belmont, Jr.                                | Ethon              | Zambesi           | 1'45"40 |
| 1906                               | Whimsical ‡         | États-Unis | Orlando II         | Walter Miller      | T. J. Gaynor           | T. J. Gaynor                                       | Content            | Larabie           | 1'45"00 |
| 1905                               | Cairngorm           | États-Unis | Star Ruby          | W. Davis           | Andrew J. Joyner       | Sydney Paget                                       | Kiamesha           | Coy Maid          | 1'45"80 |
| 1904                               | Bryn Mawr           | États-Unis | Atheling           | Gene Hildebrand    | W. F. Presgrave        | Goughacres Stable                                  | Wotan              | Dolly Spanker     | 1'44"20 |
| 1903                               | Flocarline ‡        | États-Unis | St.Florian         | W. Gannon          | H. C. Riddle           | M. H. Ticenor                                      | Mackey Dwyer       | Rightful          | 1'44"80 |
| 1902                               | Old England         | États-Unis | Goldfinch          | L. Jackson         | Green B. Morris        | Green B. Morris                                    | Major Daingerfield | Namtor            | 1'45"80 |
| 1901                               | The Parader         | États-Unis | Longstreet         | F. Landry          | Thomas J. Healey       | Richard T. Wilson, Jr.                             | Sadie S.           | Dr. Barlow        | 1'47"20 |
| 1900                               | Hindus              | États-Unis | Volante            | H. Spencer         | J. H. Morris           | George J. Long                                     | Sarmatian          | Ten Candles       | 1'48"40 |
| 1899                               | Half Time           | États-Unis | Hanover            | R. Clawson         | Frank McCabe           | P. J. Dwyer                                        | Filigrane          | Lackland          | 1'47"00 |
| 1898                               | Sly Fox             | États-Unis | Flying Fox         | Willie Simms       | Hardy Campbell         | C. F. Dwyer                                        | The Huguenot       | Nuto              | 1'49"75 |
| 1897                               | Paul Kauvar         | États-Unis | Pirate of Penzance | T. Thorpe          | T. P. Hayes            | T. P. Hayes                                        | Elkins             | On Deck           | 1'51"25 |
| 1896                               | Margrave            | États-Unis | St Blaise          | Henry Griffin      | Byron McClelland       | August Belmont, Jr.                                | Hamilton           | Intermission      | 1'51"00 |
| 1895                               | Belmar              | États-Unis | Belvidere          | Fred Taral         | Edward Feakes          | Preakness Stables                                  | April Fool         | Sue Kittie        | 1'50"50 |
| 1894                               | Assignee            | États-Unis | Spendthrift        | Fred Taral         | W. Lakeland            | James & Foxhall P. Keene                           | Potentate          | Ed Kearney        | 1'49"25 |
| 1891-1893 : Éditions non disputées |                     |            |                    |                    |                        |                                                    |                    |                   |         |
| 1890                               | Montague            | États-Unis | Mortemer           | W. Martin          | Edward Feakes          | Preakness Stables                                  | Philosophy         | Barrister         | 2'36"75 |
| 1889                               | Buddhist            | États-Unis | Hindoo             | George B. Anderson | J. Rogers              | Sam S. Brown                                       | Japhet             |                   | 2'17"50 |
| 1888                               | Refund              | États-Unis | Sensation          | Fred Littlefield   | Robert W. Walden       | Robert W. Walden                                   | Judge Murry        | Glendale          | 2'49"00 |
| 1887                               | Dunboyne            | États-Unis | Uncas              | William Donohue    | W. Jennings            | W. Jennings                                        | Mahoney            | Raymond           | 2'39"50 |
| 1886                               | The Bard            | États-Unis | Longfellow         | S. Fisher          | John Huggins           | A. J. Cassatt                                      | Eurus              | Elkwood           | 2'45"00 |
| 1885                               | Tecumseh            | États-Unis | Attlia             | Jim McLaughlin     | Charles S. Littlefield | W. Donohue                                         | Wickham            | John C.           | 2'49"00 |
| 1884                               | Knight of Ellerslie | États-Unis | Eolus              | S. Fisher          | T. B. Doswell          | Major T. W. Doswell                                | Welcher            |                   | 2'39"50 |
| 1883                               | Jacobus             | États-Unis | The Ill-Used       | George Barbee      | R. Dwyer               | J. E. Kelly                                        | Parnell            |                   | 2'42"50 |
| 1882                               | Vanguard            | États-Unis | Virgil             | T. Costello        | Robert W. Walden       | George L. Lorillard                                | Heck               | Colonel Watson    | 2'44"50 |
| 1881                               | Saunterer           | États-Unis | Leamington         | T. Costello        | Robert W. Walden       | George L. Lorillard                                | Compensation       | Baltic            | 2'40"50 |
| 1880                               | Grenada             | États-Unis | King Alfonso       | Lloyd Hughes       | Robert W. Walden       | George L. Lorillard                                | Oden               | Emily F.          | 2'40"50 |
| 1879                               | Harold              | États-Unis | Leamington         | Lloyd Hughes       | Robert W. Walden       | George L. Lorillard                                | Jericho            | Rochester         | 2'40"50 |
| 1878                               | Duke of Magenta     | États-Unis | Lexington          | C. Holloway        | Robert W. Walden       | George L. Lorillard                                | Bayard             | Albert            | 2'41"75 |
| 1877                               | Cloverbrook         | États-Unis | Vauxhall           | C. Holloway        | Jeter Walden           | E. A. Clabaugh                                     | Bombast            | Lucifer           | 2'45"50 |
| 1876                               | Shirley             | États-Unis | Lexington          | George Barbee      | W. Brown               | Pierre Lorillard IV                                | Rappahannock       | Algerine          | 2'44"75 |
| 1875                               | Tom Ochiltree       | États-Unis | Lexington          | Lloyd Hughes       | Robert W. Walden       | John F. Chamberlain                                | Viator             | Bay Final         | 2'43"50 |
| 1874                               | Culpepper           | États-Unis | Revolver           | William Donohue    | H. Gaffney             | H. Gaffney                                         | King Amadeus       | Scratch           | 2'56"50 |
| 1873                               | Survivor            | États-Unis | Vandal             | George Barbee      | A. D. Pryor            | John F. Chamberlain                                | John Boulger       | Artist            | 2'43"00 |

 † désigne les lauréats de la Triple couronne américaine.

‡ : désigne les pouliches